# Cappy
Cappy és un municipi francès situat al departament del Somme i a la regió de Nord - Pas de Calais - Picardia. L'any 2007 tenia 544 habitants.

## Demografia

### Població
El 2007 la població de fet de Cappy era de 544 persones. Hi havia 237 famílies de les quals 71 eren unipersonals (32 homes vivint sols i 39 dones vivint soles), 75 parelles sense fills, 63 parelles amb fills i 28 famílies monoparentals amb fills.
La població ha evolucionat segons el següent gràfic:
Habitants censats

### Habitatges

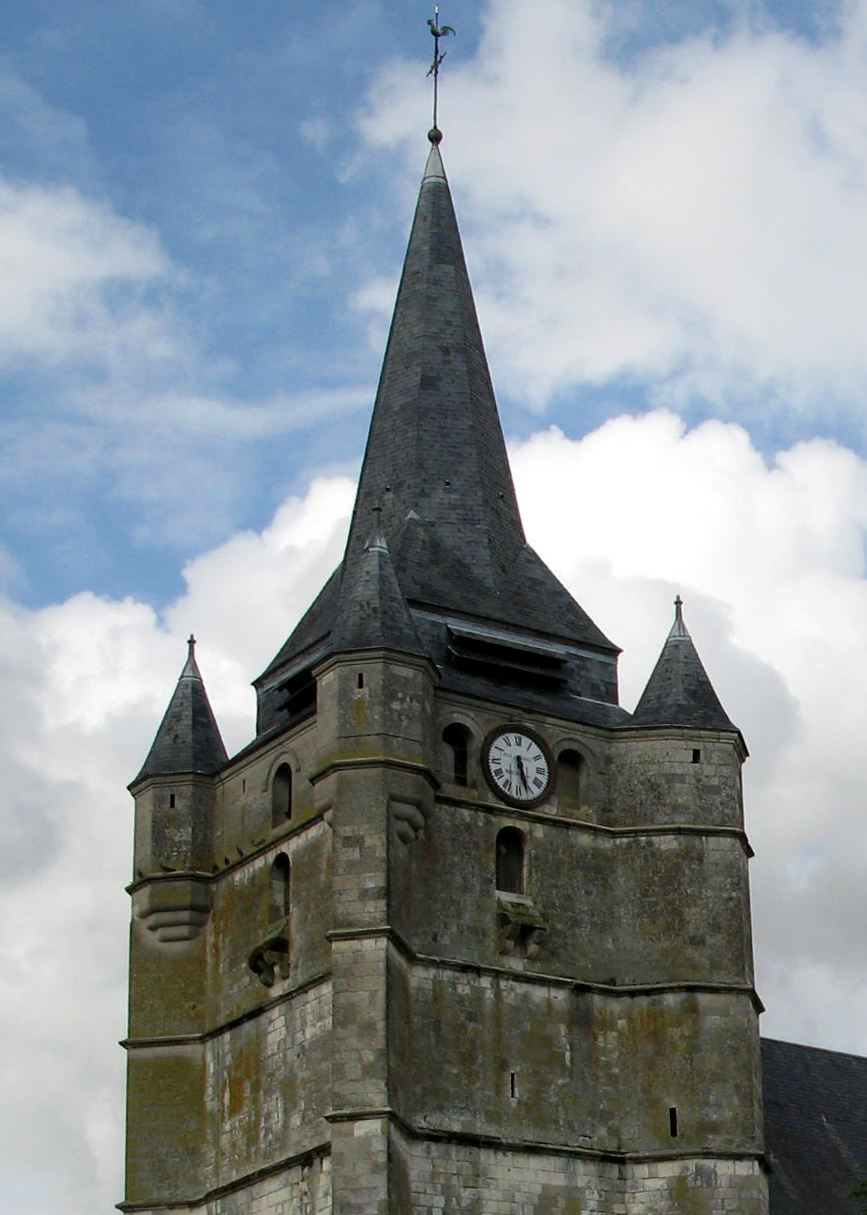

El 2007 hi havia 315 habitatges, 241 eren l'habitatge principal de la família, 56 eren segones residències i 18 estaven desocupats. 279 eren cases i 4 eren apartaments. Dels 241 habitatges principals, 193 estaven ocupats pels seus propietaris, 40 estaven llogats i ocupats pels llogaters i 7 estaven cedits a títol gratuït; 1 tenia una cambra, 12 en tenien dues, 37 en tenien tres, 89 en tenien quatre i 102 en tenien cinc o més. 200 habitatges disposaven pel capbaix d'una plaça de pàrquing. A 105 habitatges hi havia un automòbil i a 87 n'hi havia dos o més.

### Piràmide de població

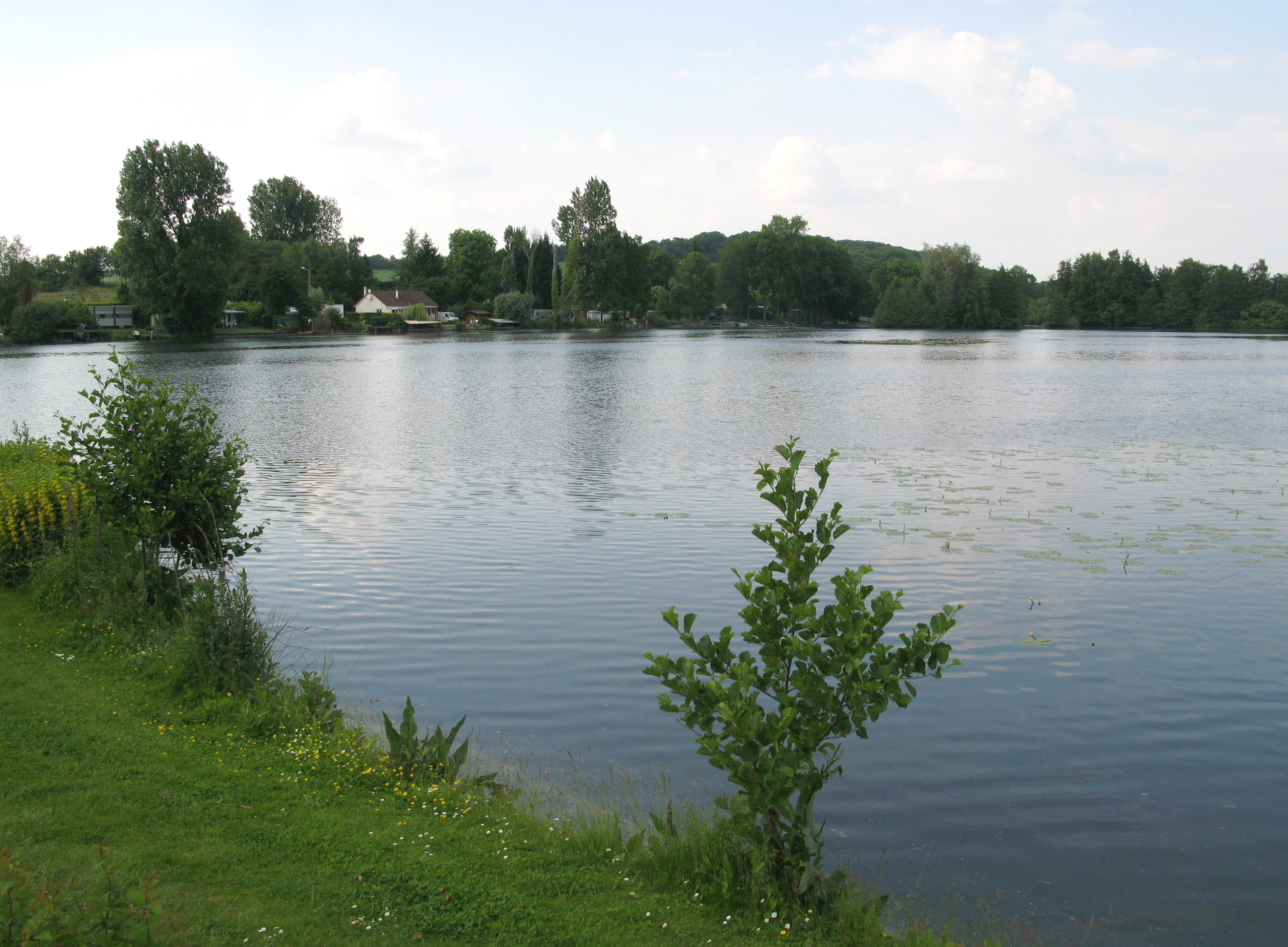
Estany de Cappy

La piràmide de població per edats i sexe el 2009 era:
| Homes | Edats   | Dones |
| ----- | ------- | ----- |
| 0     | 95 o +  | 0     |
| 0     | 90 a 94 | 0     |
| 8     | 85 a 89 | 20    |
| 4     | 80 a 84 | 4     |
| 8     | 75 a 79 | 12    |
| 4     | 70 a 74 | 8     |
| 16    | 65 a 69 | 24    |
| 12    | 60 a 64 | 16    |
| 20    | 55 a 59 | 20    |
| 20    | 50 a 54 | 20    |
| 16    | 45 a 49 | 12    |
| 12    | 40 a 44 | 20    |
| 16    | 35 a 39 | 20    |
| 24    | 30 a 34 | 12    |
| 12    | 25 a 29 | 8     |
| 8     | 20 a 24 | 8     |
| 24    | 15 a 19 | 16    |
| 16    | 10 a 14 | 4     |
| 16    | 5 a 9   | 0     |
| 8     | 0 a 4   | 4     |

## Economia
El 2007 la població en edat de treballar era de 329 persones, 222 eren actives i 107 eren inactives. De les 222 persones actives 202 estaven ocupades (107 homes i 95 dones) i 21 estaven aturades (10 homes i 11 dones). De les 107 persones inactives 47 estaven jubilades, 18 estaven estudiant i 42 estaven classificades com a «altres inactius».

### Ingressos
El 2009 a Cappy hi havia 233 unitats fiscals que integraven 536 persones, la mediana anual d'ingressos fiscals per persona era de 15.598 €.

### Activitats econòmiques
Dels 15 establiments que hi havia el 2007, 2 eren d'empreses extractives, 1 d'una empresa alimentària, 2 d'empreses de fabricació d'altres productes industrials, 2 d'empreses de construcció, 1 d'una empresa de comerç i reparació d'automòbils, 4 d'empreses d'hostatgeria i restauració, 1 d'una empresa immobiliària i 2 d'empreses de serveis.
Dels 3 establiments de servei als particulars que hi havia el 2009, 1 era una fusteria, 1 lampisteria i 1 restaurant.
L'únic establiment comercial que hi havia el 2009 era una fleca.
L'any 2000 a Cappy hi havia 10 explotacions agrícoles.

## Equipaments sanitaris i escolars
El 2009 hi havia una escola elemental.

## Poblacions més properes
El següent diagrama mostra les poblacions més properes.